# Поток-в-Чрні
Поток-в-Чрні (словен. Potok v Črni) — поселення в общині Камник, Осреднєсловенський регіон, Словенія. Висота над рівнем моря: 543,5 м.